# Robert Carthew Reynolds
Robert Carthew Reynolds (bapt. 30 juillet 1745 - 24 décembre 1811) est un officier de marine britannique. Au terme d'une carrière exceptionnellement longue de 52 ans, et quatre conflits majeurs, au sein de la Royal Navy il parvient au grade de Rear Admiral (contre-amiral).
Au cours de sa carrière, il ne prend part qu'à une seule bataille navale majeure, bien qu'il soit impliqué dans un des combats les plus célèbres des guerres de la Révolution, la destruction du Droits de l'Homme, au cours de laquelle sa frégate s'échoue et est détruite. Reynolds meurt en 1811 au cours d'une tempête à la fin du mois de décembre, au cours de laquelle le convoi qu'il escorte, ainsi que trois vaisseaux de ligne font naufrage, y compris le HMS St George. Plus de 2 000 marins anglais meurent noyés à cette occasion, dont Reynolds.

## Sources et bibliographie
- (en) Cet article est partiellement ou en totalité issu de l’article de Wikipédia en anglais intitulé « Robert Carthew Reynolds » (voir la liste des auteurs).
- (en) William James, The Naval History of Great Britain, Volumes 1-6, 1793-1827, Conway Maritime Press, 2002 1827, 620 p. (ISBN 978-0-85177-905-8 et 0-85177-905-0)
- (en) Terence Grocott, Shipwrecks of the Revolutionary & Napoleonic Eras, Caxton Publishing, 2002, 430 p. (ISBN 1-84067-164-5)